# Sahline Moôtmar
Sahline Moôtmar (àrab: الساحلين معتمر, as-Sāḥlīn Muʿtmar) és una municipalitat de la governació de Monastir, a Tunísia, formada per les viles de Sahline i Moôtmar, al Sahel tunisià. Tenia 19.013 habitants el 2014.

## Administració
Forma una municipalitat o baladiyya, amb codi geogràfic 32 15 (ISO 3166-2:TN-12), dividida en dues circumscripcions o dàïres:
- Sahline (32 14 11)
- Moôtmar (32 14 12)

Al mateix temps, les dues viles formen tres sectors o imades de la delegació o mutamadiyya de Sahline (32 53):
- Sahline Est (32 53 51)
- Sahline Ouest (32 53 52)
- Moôtmar (32 53 54)